# Citrus hindsii
Espèce
Citrus hindsii, le Kumquat de Hong Kong ou Kumquat Sauvage, est une espèce de plantes à fleurs de la famille des Rutaceae. C'est un Kumquat qui produit de petits fruits ronds, comestibles, de la taille d'un pois. Les fruits sont de couleur orange vif à maturité. Dans les régions les plus chaudes, il est cultivé dans les jardins comme plante ornementale. Il est également utilisé comme plante d'intérieur et comme bonsaï. Les branches sont très épineuses.

## Synonymes
- Fortunella hindsii (Champ. ex Benth.) Swingle
- Sclerostylis hindsii Champ. ex Benth.
- Atalantia hindsii (Champ. ex Benth.) Oliv.